# Salerno Capitale
Salerno Capitale (en español: Salerno Capital) es el nombre coloquial que designa el período de cinco meses de la historia de Italia durante el cual Salerno fue sede provisional del gobierno italiano del 11 de febrero al 15 de julio de 1944, durante la Segunda Guerra Mundial. Salerno, al igual que antes Brindisi, nunca fue proclamada capital, que continuó siendo formalmente siempre Roma.

## Contexto histórico

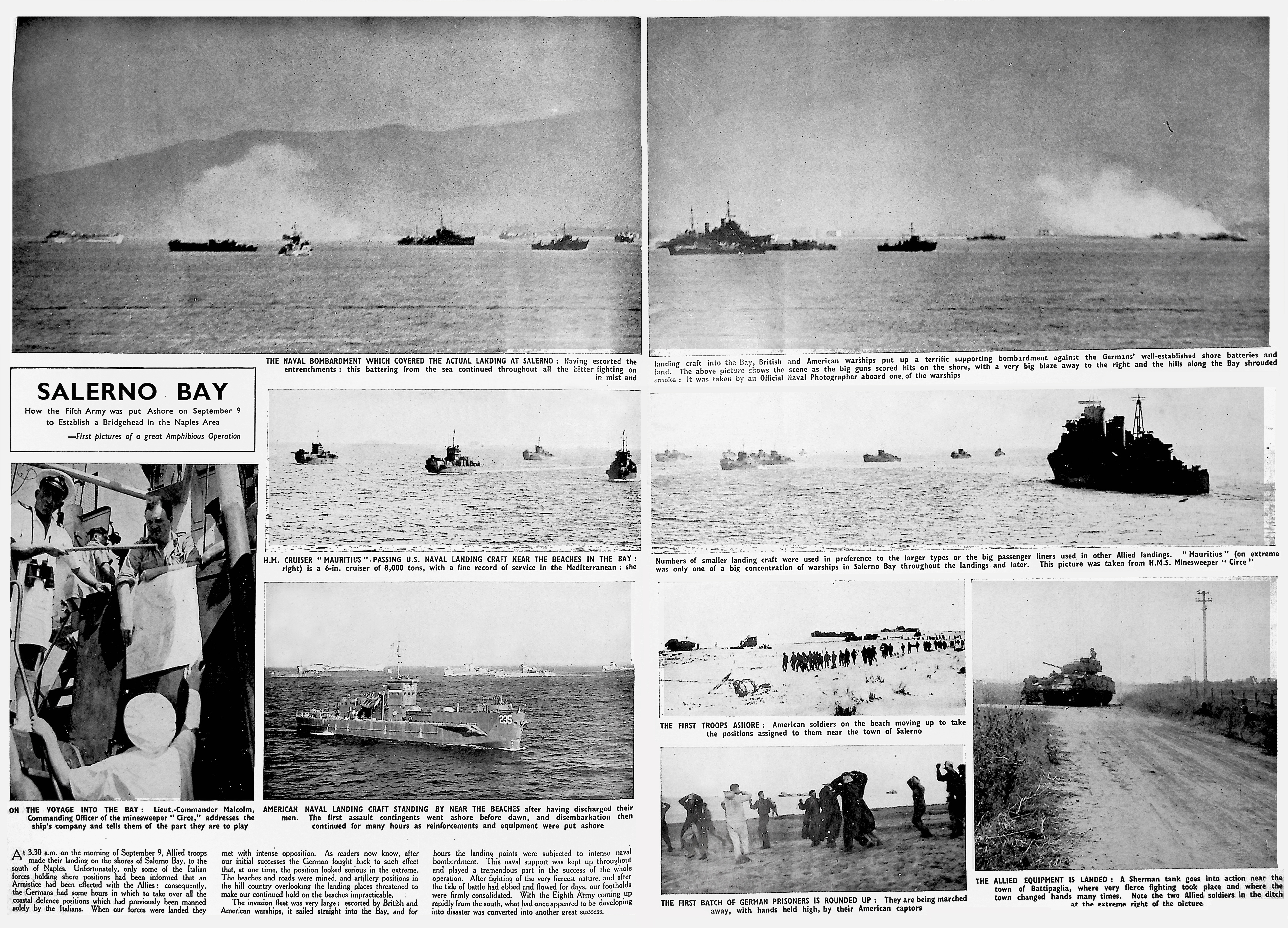
Imágenes del desembarco de Salerno en el 9 y 10 de septiembre de 1943

En septiembre de 1943, durante la Segunda Guerra Mundial, la ciudad de Salerno y la costa de su golfo hasta Agropoli fue escenario del llamado Desembarco de Salerno. 
Con esta operación los aliados accedían a la costa tirrena de la península itálica y se abrían camino para avanzar hacia Roma. 
La ciudad de Salerno (y sus alrededores) sufrió mucha destrucción, especialmente en el area del puerto donde hubo casi mil civiles muertos. 
En el período que siguió al desembarco (en concreto a partir del 11 de febrero de 1944), la ciudad albergó los primeros gobiernos de la Italia post-fascista y a la familia real, convirtiéndose de facto en capital hasta después de la liberación de Roma (5 de junio de 1944). 

«A partir de las 0:00 horas del día 11 de febrero de 1944, el ejercicio de todos los poderes del Estado fue retomado por el Gobierno Italiano en los siguientes territorios hasta ahora sometidos a la Administración Militar Aliada». Con estas palabras, el Rey de Italia Víctor Manuel III decreta el restablecimiento de los poderes por parte del Gobierno italiano sobre los territorios liberados de la ocupación alemana. Al mismo tiempo, este es el último acto del llamado «gobierno de los subsecretarios», constituido en Brindisi en el verano de 1943 para dirigir el Reino del Sur, y el primer decreto publicado en Salerno. «Las Naciones Unidas - escribe el Mariscal Pietro Badoglio en el decreto oficial - adhiriéndose a la solicitud del gobierno, han dispuesto que la mayor parte de nuestro territorio hasta ahora ocupado por las fuerzas aliadas nos sea restituido. Por tanto, todos los territorios de la península al sur de los límites septentrionales de las provincias de Salerno, Potenza y Bari vuelven a la administración italiana»
Carlo Alfani

En este momento se produjo la llamada Svolta di Salerno, con la cual los antifascistas, la monarquía y Badoglio encontraron un compromiso para un gobierno de unidad nacional.

## Sucesos históricos

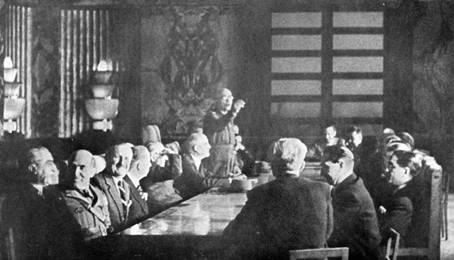
Primera reunión del gabinete Badoglio en Salerno.

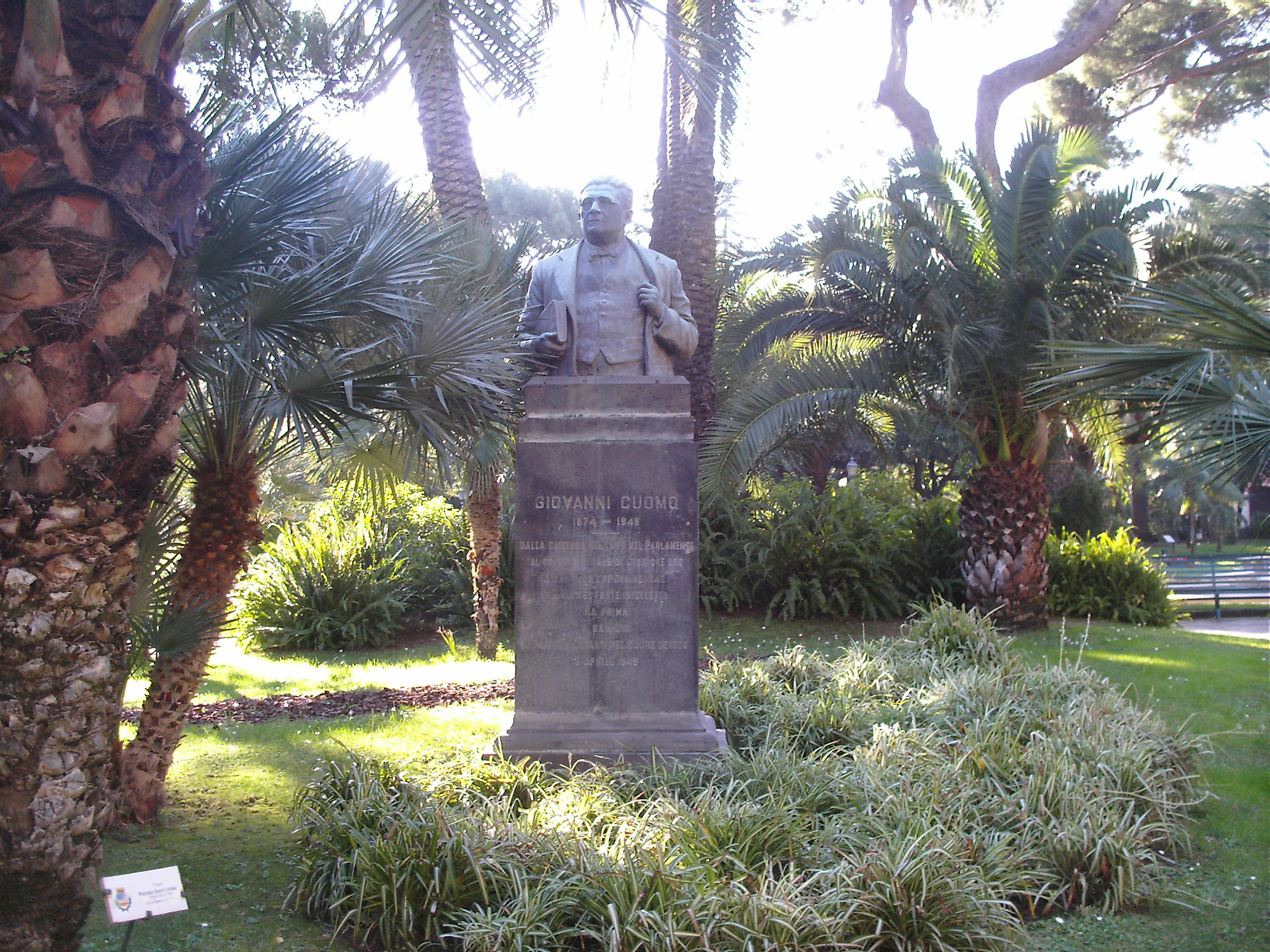
Estatua del ministro salernitano Giovanni Cuomo en la Villa Comunale di Salerno.

A principios de 1944 la ciudad de Salerno fue escogida para albergar el gobierno Badoglio, después de Brindisi, sede desde el 9 de septiembre de 1943 del rey y del gabinete: desde el 11 de febrero al 15 de julio de 1944 Salerno fue sede del Gobierno y residencia real.
En Salerno la Presidencia del Consejo, el Ministerio del Interior y el Ministerio de Educación Nacional fueron alojados en el Palazzo di Città, mientras que el Ministerio de Obras Públicas y el Ministerio de Agricultura y Bosques fueron al Palazzo Natella del centro histórico, que albergaba también las oficinas de enlace con el Ministerio de la Marina y con el de la Guerra, que permanecieron en Brindisi. El Ministerio de Gracia y Justicia se alojó en el Tribunal de la ciudad, la Subsecretaría de Correos y Telégrafos fue al Palazzo delle Poste, el Ministerio del Exterior al Palazzo Barone, el Ministerio de las Finanzas al Edificio delle Corporazioni, y el Ministerio de Industria y Comercio se situó en las escuelas elementales de Vietri sul Mare.
El 11 de febrero de 1944 se trasladó a Salerno el primer gobierno de Pietro Badoglio (Gobierno Badoglio I), en el cual participaron dos ministros salernitanos: Raffaele Guariglia en el de exterior hasta el 11 de febrero de 1944, y desde esa fecha Giovanni Cuomo en el de educación nacional. El miércoles 16 de febrero de 1944 la Gazzetta Ufficiale pasa a indicar como lugar de publicación Salerno en lugar de Brindisi.
En el siguiente mes de abril se creó el Gobierno Badoglio II: el 27 de abril de 1944 se reunió el primer Consejo de Ministros del gobierno de unidad nacional tras la caída de Benito Mussolini y del fascismo, primer paso hacia la restauración de la democracia en Italia.
Durante el Gobierno Badoglio II, el ministro Cuomo consiguió la creación del Magistero de Salerno con sede en el Palazzo Pinto, en la antigua Via dei Mercanti. De esta manera se concretó el renacimiento de los estudios universitarios en Salerno, después de que, disuelta la Escuela Médica Salernitana en la época napoleónica, el último residuo de la universidad salernitana hubiera sido abolido por el ministro Francesco De Sanctis poco después de la unificación italiana. Cuomo consiguió abrir en Salerno una Facultad de Magisterio, defendiéndola de los intentos de supresión. Esta facultad, posteriormente dedicada a él, se convirtió en el núcleo constitutivo de la renacida Universidad de Salerno.
Ivanoe Bonomi (Gobierno Bonomi II), convertido en Presidente del Consejo el 18 de junio de 1944, sustituyó a Pietro Badoglio y realizó junto con Togliatti la Svolta di Salerno. Esta svolta (cambio de orientación) de los comunistas italianos para crear un gobierno de unidad nacional fue realizada por Togliatti justificando la entrada del Partido Comunista Italiano en el gobierno Badoglio con la necesidad del fortalecimiento de la guerra contra los alemanes, la democratización del país y la realización de la unidad del pueblo italiano contra el proyecto inglés de una Italia débil en el Mar Mediterráneo.
En estos meses los aliados presionaron al Rey de Italia para hacerlo abdicar en favor de su hijo Umberto II.

El 10 de abril de 1944 los ingleses Mac Millan (luego primer ministro), Mac Farlane y Charles y el americano Murphy fueron a Ravello y Salerno, y obligaron al enojado Víctor Manuel III a nombrar lugarteniente a Umberto. El Rey consiguió obtener el aplazamiento del nombramiento hasta la liberación de Roma, el 4 de junio. La desaparición de la escena de Víctor Manuel III y la sustitución de Badoglio con el presidente del Comité de Liberación Nacional Bonomi abrieron una nueva fase, marcada por la colaboración entre el lugarteniente Umberto de Saboya y los gobiernos designados por el Comité. La dinastía de los Saboya estaba sustancialmente deslegitimada.

A principios de junio de 1944, poco antes de la liberación de Roma, Víctor Manuel III nombró a su hijo Lugarteniente General del Reino en Salerno sobre la base de los acuerdos entre las distintas fuerzas políticas que formaban el Comité de Liberación Nacional, y que preveían «congelar» la cuestión institucional hasta el final del conflicto. Umberto, por tanto, ejerció de hecho las prerrogativas de soberano sin poseer la dignidad de rey, que siguió siendo Víctor Manuel III, que permaneció en Salerno. Se trataba de un compromiso sugerido por el expresidente de la Cámara Enrico De Nicola, ya que los jefes de los partidos antifascistas habrían preferido la abdicación de Víctor Manuel III, la renuncia al trono por parte de Umberto y el nombramiento inmediato de un regente civil. El Lugarteniente se ganó muy pronto la confianza de los aliados gracias a la decisión de mantener a la monarquía italiana en posiciones filooccidentales.
Además, el nacimiento de la Constitución de la República Italiana en la práctica ocurrió en la Gazzetta Ufficiale del 8 de julio de 1944, la última del Gobierno Bonomi II en Salerno, que contenía el texto de ley que aplazaba al final de la guerra la promulgación de la Asamblea Constituyente y el referéndum institucional sobre la monarquía o la república.

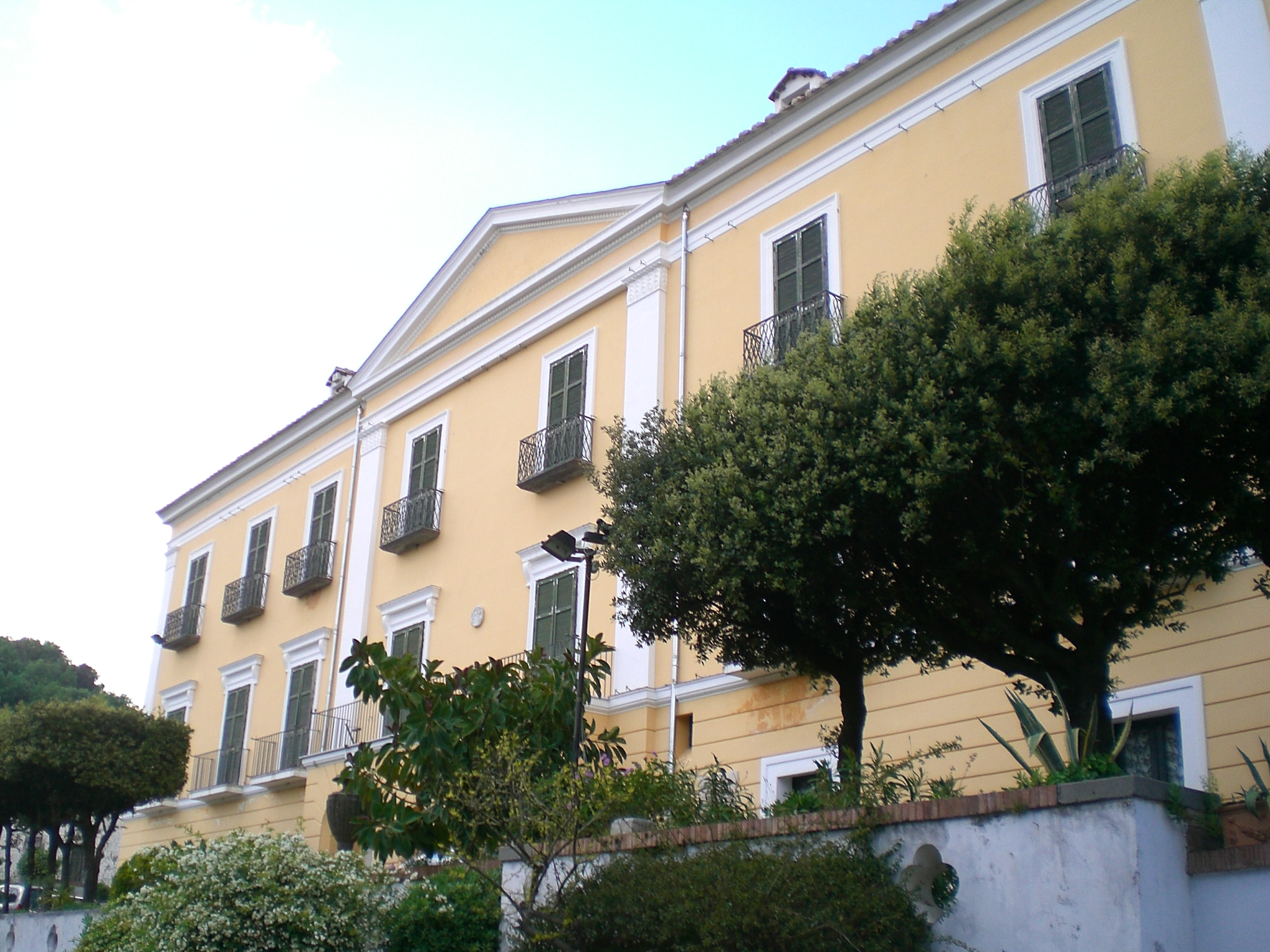
Villa Guariglia (Raito), donde el Rey Víctor Manuel III se alojó en los meses de Salerno Capitale.

Explica el historiador Nicola Oddati: «No es arriesgado considerar que la Carta constitucional haya sido concebida en Salerno, en el Salone dei Marmi, el 22 de junio de 1944, en la primera sesión del gobierno presidido por Ivanoe Bonomi y del cual formaban parte, entre otros, Benedetto Croce, Carlo Sforza, Meuccio Ruini, Alberto Cianca, Giuseppe Saragat, Alcide De Gasperi y Palmiro Togliatti, cuando por unanimidad se decidió la hoja de ruta de la Asamblea Costituyente».
El 4 de junio de 1944 Roma fue liberada de los alemanes pero el gobierno continuó reuniéndose en Salerno hasta el 15 de julio de 1944, cuando se trasladó a Roma.
El 5 de junio de 1944, el Rey Víctor Manuel III se había retirado a vida privada, nombrando a su hijo Umberto II de Saboya Lugarteniente General del Reino. En esos meses se alojó en la Villa Guariglia, una villa situada en Raito (fracción de Vietri sul Mare), en la periferia septentrional de Salerno. Alfonso Menna, que fue alcalde de Salerno en los años cincuenta y lo conoció personalmente, solía decir que la idea de construir el paseo marítimo de Salerno procedía del Rey de Italia.

## Gobiernos en Salerno
En el período constitucional transitorio hubo tres gobiernos en Salerno, los dos primeros presididos por Badoglio y el último por Bonomi.
- Gobierno Badoglio I
  - Del 25 de julio de 1943 (en Salerno desde el 11 de febrero de 1944) al 17 de abril de 1944
  - Presidente del Consejo de Ministros: Pietro Badoglio
  - Composición del gobierno: Gobierno técnico/militar
- Gobierno Badoglio II
  - Del 22 de abril de 1944 al 8 de junio de 1944
  - Presidente del Consejo de Ministros: Pietro Badoglio
  - Composición del gobierno: Gobierno de unidad nacional (Democracia Cristiana, Partido Comunista Italiano, Partido Socialista Italiano de Unidad Proletaria, Partido Liberal Italiano, Partido de Acción, Partido Democrático del Trabajo, técnicos y militares)
- Gobierno Bonomi II
  - Del 18 de junio de 1944 al 12 de diciembre de 1944 (en Salerno hasta el 15 de julio)
  - Presidente del Consejo de Ministros: Ivanoe Bonomi (Partido Democrático del Trabajo)
  - Composición del gobierno: Democracia Cristiana, Partido Comunista Italiano, Partido Socialista Italiano de Unidad Proletaria, Partido Liberal Italiano, Partido de Acción, Partido Democrático del Trabajo